# Hoțul cuantic
Hoțul cuantic (2010) (titlu original The Quantum Thief) este romanul de debut al scriitorului Hannu Rajaniemi, primul din trilogia science fiction  Jean le Flambeur. A fost publicat în Marea Britanie de Gollancz în 2010, iar în S.U.A. de către Tor, în 2011.
Romanul a fost nominalizat în 2011 la premiul Locus pentru cel mai bun roman de debut și a ocupat locul al treilea în 2011 la premiul John W. Campbell Memorial.

## Intriga
Acțiunea romanului se petrece într-un sistem solar postuman. Jean le Flambeur este un hoț legendar închis într-o închisoare virtuală din Sobornostul creat de Arhonți - ei înșiși creații ale Inginerilor Sufletelor. El este eliberat din închisoare de Mieli, o războinică din norul Oort, care îl duce cu nava ei, Perhonen, printre asteroizii din jurul planetei Neptun. Acolo, el află că libertatea sa are un preț: trebuie să-și reia vechea ocupație criminală și să fure ceva pentru angajatorul lui Mieli. Înainte de asta, el trebuie să-și recupereze amintirile, pe care le-a ascuns cu grijă în Închisoare, unul dintre Orașele Mișcătoare de pe Marte.
În Închisoare, Isidore Beautrelet dezvăluie un caz de piraterie gogol, adusă în atenția sa de mentorul său Tzaddik. Isidore este un student la arhitectură în vârstă de doar zece ani marțieni, dar și-a format deja reputația unui detectiv cu fler. Totuși, cazul acesta îl expune unei faime nedorite într-o societate a Închisorii în care fiecare om rămâne ascuns discret în spatele unui nor gevulot, pentru a evita violarea intimității de către alte persoane. Notorietatea îi aduce în atenția unui nou client, milenarul Christian Unruh. Acesta vrea să organizeze o petrecere pentru a comemora precedenta sa intrare în lumea Tăcuților, pe care dorește s-o investigheze cu ajutorul lui Isidore. La această întâlnire, urmează să fie prezent și un oaspete bănuit de fărădelegi: Jean le Flambeur.
În timpul misiunii sale, Jean descoperă că orașul se află pe marginea unui război civil la baza căruia se află eforturile Tzaddikilor de a se opune Criptarhilor. Nimeni nu știe cu exactitate cine sunt aceștia din urmă, dar se bănuiește că încearcă să distrugă Închisoarea, să controleze mințile cetățenilor și să afecteze exomemoria orașului.

### Capitole
| - 1. - Hoțul și dilema prizonierului - 2. - Hoțul și arhonții - 3. - Detectivul și rochia de ciocolată - Interludiu - Regele - 4. - Hoțul și cerșetorul - 5. - Detectivul și colonia zoku - Interludiu - Bunătate - 6. - Hoțul și Paul Sermine - 7. - Detectivul și tatăl său - Interludiu - Voință | - 8. - Hoțul și pirații - 9. - Detectivul și scrisoarea - 10. - Hoțul și o a doua primă întâlnire - Interludiu - Înțelepciune - 11. - Hoțul și tzaddikii - 12. - Detectivul și Carpe diem - Interludiu - Adevăr - 13. - Hoțul în subterană - 14. - Detectivul și arhitectul - 15. - Hoțul și zeița | - 16. - Hoțul și memoria - Interludiu - Virtute - 17. - Detectivul și nodul gordian - 18. - Hoțul și regele - 19. - Detectivul și inelul - 20. - Doi hoți și un detectiv - 21. - Hoțul și un rămas bun furat - Interludiu - Vânătorul |

## Teme
Temele centrale din Hoțul cuantic sunt reprezentate de lipsa de încredere în propriile amintiri și efectele longevității extreme asupra perspectivei și personalității individului. Închisoarea, supraviețuirea și controlul în societate reprezintă și ele teme importante.
În carte, oamenii care trăiesc în societatea Închisorii de pe Marte au două tipuri de amintiri - pe lângă cea obișnuită, personală, există o exomemorie, care poate fi accesată de alți oameni din orice loc al orașului. Amintirile experiențelor personale pot fi stocate în exomemorie, unde pot fi partiționate, fiecărei persoane oferindu-i-se un nivel diferit de acces. Aceste memorii pot fi folosite, printre altele, ca un mod rapid de comunicare.
În societatea Închisorii, moneda folosită în economie este timpul. Când timpul unei persoane a expirat, conștiința ei este încărcată în „Tăcuți” - servitori mecanici muți care îngrijesc și protejează orașul. Deși Tăcuții nu prea sunt interesați de lume în afara ocupațiilor lor, se pare că păstrează urme ale fostelor lor personalități și amintiri.
Conspirația centrală a intrigii implică conducători ascunși, numiți „Criptarhi”, care manipulează și abuzează exomemoriile și - prin transformarea cetățenilor în Tăcuți și înapoi - amintirile obișnuite. În carte, societatea Închisorii este comparată cu panopticismul - este o închisoare în care fiecare acțiune poate fi verificată.

## Istoric și influențe
Primul capitol din Hoțul cuantic a fost prezentat de agentul literar a lui Rajaniemi, John Jarrold, editurii Gollancz ca punct de pornire pentru un contract de trei cărți. Rajaniemi a declarat că a „venit cu o prezentare care conținea fiecare idee pe care mi-am putut-o imagina, pentru că am vrut să se considere că merită”. Scenariul a fost ulterior extins la trei părți, prima dintre ele devenind Hoțul cuantic
Inspirația pentru intriga romanului i-a venit lui Rajaniemi de la personajul său preferat din ficțiune, gentlemanul hoț al lui Maurice Leblanc Arsène Lupin, care acționa în ambele tabere ale legii. Ceea ce l-a intrigat pe Rajaniemi au fost ciclurile de pocăință și recidivă prin care trecea Lupin în încercarea de a se îndrepta, eșuând de fiecare dată În afară de Leblanc, Rajaniemi a mai menționat influențele lui Roger Zelazny și Ian McDonald, plus cartea lui Frances A. Yates The Art of Memory
Într-un interviu, Rajaniemi a spus că n-a încercat să scrie un roman hard SF: „Pentru mine, cel mai important rezultat al pregătirii științifice îl reprezintă o problemă de rigoare speculativă: a încerca din greu să faci față consecințelor prezumțiilor de la care ai pornit.”.

## Opinii critice
Romanul a avut parte de o recenzii în general apreciative. Gary K. Wolfe a scris în recenzia pentru Locus că Rajaniemi a oferit, probabil, „cel mai spectaculos roman SF de debut al anului”. James Lovegrove, în recenzia pentru Financial Times, nota că „mulți autori anglofoni ar ucide pentru a putea scrie o proză cel puțin pe jumătate la fel de bună ca aceasta”. În recenzia făcută pentru The Guardian, Eric Brown a găsit romanul „un debut strălucitor” și a făcut aluzie la mitul apocrif (și incorect) că „romanul s-a vândut datorită impactului primei fraze”. Sam Bandah, pe SciFiNow, a lăudat romanul pentru „narațiunea captivantă și personajele realizate pe baza unor concepte SF intimidant de bune”.
Criticile asupra romanului s-au concentrat în general pe stilul de scris al lui Rajaniemi, de tipul „arată, nu povesti”. Brown a semnalat că „autorul nu face nicio concesie cititorului leneș cu pasaje informative, ori explicații de conveniență”. Niall Alexander, de la Speculative Scotsman, declara că „dacă ar fi existat vreun index, ar fi apelat la el în mod repetat în prima treime a Hoțului cuantic”, afirmând în același timp că romanul reprezintă „debutul anului 2010”.